# میکولا وچورکو
میکولا وچورکو (اوکراینی: Микола Володимирович Вечурко؛ زادهٔ ۶ ژوئن ۱۹۹۲) بازیکن فوتبال اهل اوکراین است.
از باشگاه‌هایی که در آن بازی کرده‌است می‌توان به باشگاه فوتبال آخال، باشگاه فوتبال اوورلا اوژهورود، باشگاه فوتبال آرسنال کی‌یف، و باشگاه فوتبال فورسکلا پولتاوا اشاره کرد.
وی همچنین در تیم‌های ملی فوتبال Ukraine national under-16 football team, Ukraine national under-18 football team، و زیر ۲۰ سال اوکراین بازی کرده‌است.